# Country
Country glazba,  koja se još naziva i country & western  glazba, je sjevernoamerički glazbeni žanr, koji je nastao početkom 20. stoljeća iz tradicionalnih elemenata narodne glazbe europskih doseljenika - osobito Iraca i Engleza. Korijene ima u folklornoj glazbi juga SAD-a, vrlo jednostavne forme mahom praćene samo gitarom i violinom.
S vremenom je pod utjecajem ostalih glazbenih žanrova (osobito bluesa) nastala današnja country glazba.
Prvi snimljeni vokal na gramofonskoj ploči u lipnju 1923. g. bio je od Fiddlinga Johna Carsona, autentičnog pjevača countryja i bluesa, koji je i najčešće sam sebe pratio s violinom i gitarom.
Sve do kraja 1940.- ih godina bio je za ovu vrst glazbe uvriježen naziv "hillbilly music" ("seljačka glazba", u slobodnom prijevodu), da bi glazbena industrija 1949. godine organizirano počela koristiti termin "country music" ("seoska glazba"). Naziv "hillbilly" je potom ostao pridržan za rustikalnije oblike folk glazbe, koji se izvode bez električnih instrumenenata i bez korištenja harmonija kakve u glazbu ulaze suradnjom obrazovanih aranžera.

## Stilovi country glazbe
- Bluegrass
- Bakersfield Sound
- Cowboy Music
- Country Blues
- Country Folk
- Country Gospel
- Country pop
- Country Rock
- Honky Tonk
- Nashville Sound
- Neo tradicionalizam
- Outlaw
- Rockabilly
- Tex-Mex
- Urban Cowboy
- Western Swing

## Popularniji izvođači country glazbe
Među legende žanra sigurno spada Hank Williams, u novije vrijeme kombinacijom countryja i popa veliku pozornost privukla su Shania Twain i Faith Hill.
Od hrvatskih izvođača valja spomenuti Plavu travu zaborava.